# Nutty News
Pour plus de détails, voir Fiche technique et Distribution.
Nutty News est un court métrage d'animation en noir et blanc de la série américaine Looney Tunes réalisé par Bob Clampett, produit par les Leon Schlesinger Studios et sorti en 1942.

## Synopsis

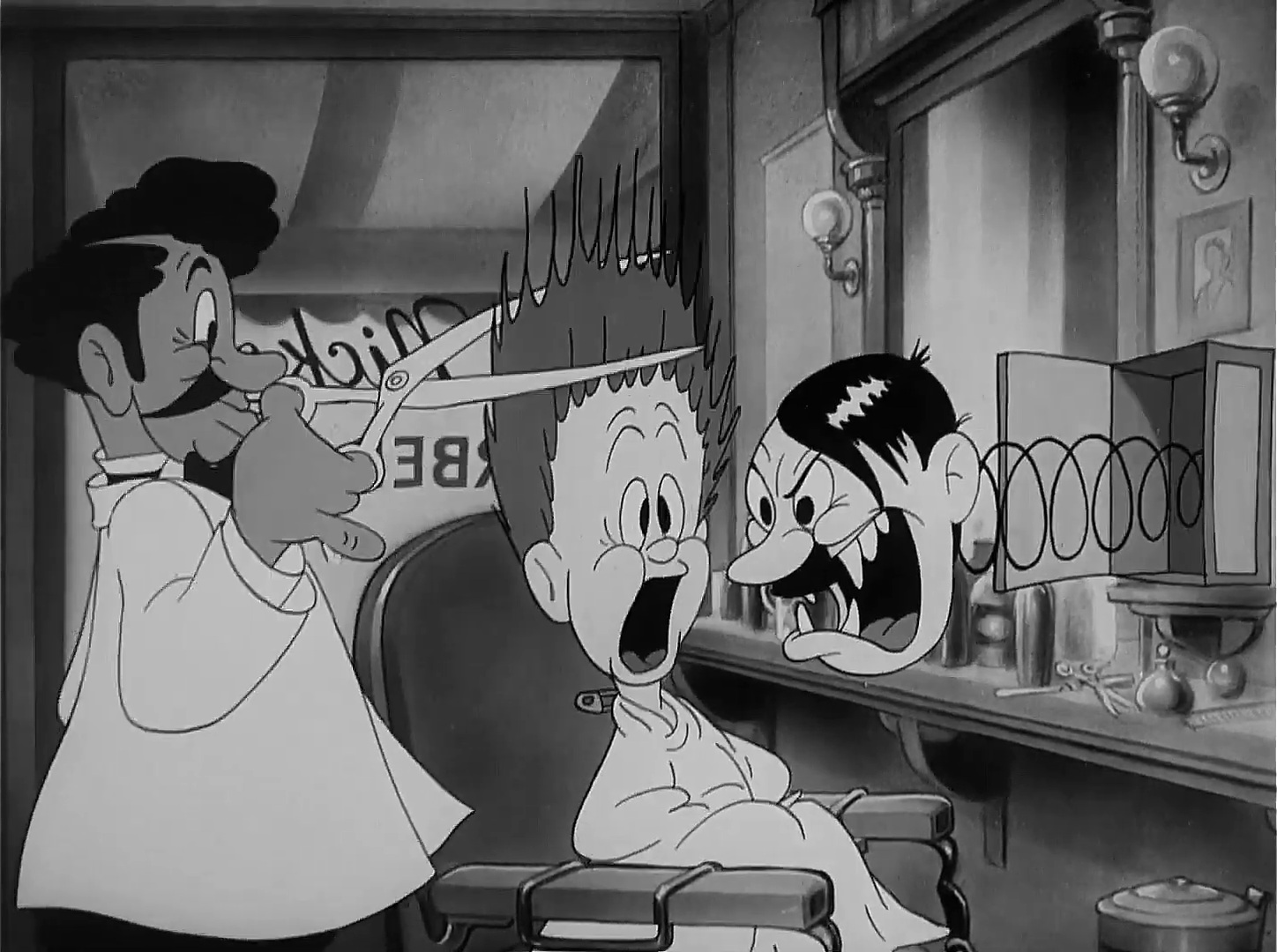
Pour faciliter son travail, le coiffeur fait se dresser les cheveux du client à l'aide d'un diable en boîte à tête de Hitler. Cette scène a été censurée sur Nickelodeon.

Des « informations dingues » sont présentées par un narrateur qui a la voix traînante d'Elmer Fudd.
D'abord, la chasse à l'élan dans les montagnes Rocheuses : on voit un chasseur souffler dans un cor pour appeler un élan. Un élan tout proche l'entend et utilise à son tour un cor. Le chasseur arrive, tout excité. L'élan l'assomme, met son sabot sur le chasseur et se frappe le torse comme Tarzan.
Un coiffeur a trouvé le moyen de coiffer un enfant rebelle : il utilise un diable en boîte pour lui faire dresser les cheveux sur la tête et ainsi les lui couper d'un coup de ses ciseaux.
Un moyen qu'a trouvé un client de restaurant dans le but de ne pas se faire voler ses vêtements laissés sur une patère : un miroir accroché à son crâne ; malheureusement, il se fait voler son pantalon !
Expérience scientifique avec des lapins. Magie d'un millier de lucioles dans la nuit ; mais on ne les voit pas car elles obéissent à un black-out. Le peintre renommé, Frank Putty, semble faire le portrait d'une star sexy en mesurant les proportions à l'aide de son pouce tendu ; en définitive, il a peint son pouce sur la toile.
Une cane suivie de ses petits et d'un poussin : ce dernier est le seul à couler au fond de la mare. Pléthore de panneaux sur un réseau routier, qui interdisent tout. Un lancer de pièce de monnaie façon base ball pour imiter George Washington, mais au résultat minable, commenté par un chien terrier écossais noir.
Chasse à courre : les chiens s'élancent à la recherche du renard, galopent en groupe. Mais l'un d'entre eux a rencontré la bête chassée, qui se trouve être une  renarde à laquelle il fait sa cour. Un entrepreneur et un notable véreux s'entendent pour construire un énorme bâtiment. Un manifestant s'y oppose en brandissant sur les lieux un grand panneau où est écrit : « ce magasin sera probablement déloyal », et « Comme si vous ne le saviez pas ! » de l'autre côté.
La dernière séquence fait défiler différents bateaux de guerre américains, qui portent des noms d'états. Tous défilent sous un temps pluvieux sauf l'USS California, seul bâtiment resplendissant au soleil (la Californie est célèbre pour être très ensoleillée).

## Fiche technique
Sauf indication contraire, les informations mentionnées dans cette section peuvent être confirmées par la base de données cinématographiques IMDb,  présente dans la section « Liens externes ».
- Réalisateur : Bob Clampett
- Scénario : Warren Foster
- Musique : Carl W. Stalling (non crédité)
- Montage : Treg Brown
- Production : Leon Schlesinger Studios
- Pays de production : États-Unis
- Genre : animation (court métrage de dessin animé), comédie
- Format : 35 mm noir et blanc, son monophonique, rapport de forme 1.37 : 1, procédé cinématographique : spherical
- Langue : anglais
- Durée : 7 minutes (200 m, une bobine)
- Date de sortie :
  - États-Unis : 23 mai 1942

### Animation
Animateurs : 
- Virgil Ross

Ne figurent pas au générique :
- Richard Bickenbach
- Robert McKimson
- Sidney Sutherland
- Rod Scribner (en)
- Gil Turner (en)
- Rev Chaney
- Vive Risto

## Distribution
Voix originales : (non crédités)
- Mel Blanc : le chasseur d'élan, le dîneur, plusieurs lapins, les lucioles, Frank Putty, la cane, le poussin, le chien terrier écossais, les chiens de chasse
- Arthur Q. Bryan : narrateur (voix d'Elmer Fudd)

## Distinction
Le court métrage Nutty News a été vu par l'historien de l'animation Jerry Beck (en) comme faisant partie des cent meilleures productions des Looney Tunes.